# Molophilus mattina
Molophilus mattina är en tvåvingeart som beskrevs av Günther Theischinger 1992. Molophilus mattina ingår i släktet Molophilus och familjen småharkrankar. Inga underarter finns listade i Catalogue of Life.